# Podotricha telesiphe
Espèce
Podotricha telesiphe est une espèce d'insectes lépidoptères (papillons) appartenant à la famille des Nymphalidae, à la sous-famille des Heliconiinae et au genre Podotricha.

## Taxinomie
Podotricha telesiphe a été décrit par William Chapman Hewitson en 1867 sous le nom initial de Colaenis telesiphe.

### Noms vernaculaires
Podotricha telesiphe se nomme Angle-winged Telesiphe en anglais.

### Sous-espèces
- Podotricha telesiphe telesiphe ; présent en Équateur et au Pérou.
- Podotricha telesiphe tithraustes (Salvin, 1871) ; présent en Équateur.

### Hybrides
L’existence d'hybrides Podotricha telesiphe telesiphe x Podotricha telesiphe tithraustes est évoquée.

## Description
Podotricha telesiphe ressemble à Heliconius telesiphe (Mimétisme|Mimétisme Müllerien).
C'est un grand papillon marron, d'une envergure de 60 mm à 75 mm, au corps fin et aux longues ailes antérieures allongées à  l'apex en large crochet, bord externe concave et au bord interne droit.
Les ailes antérieure sont ornées de deux bandes orange, une séparant l'apex du reste de l'aile, l'autre partant de la base forme un angle et rejoint l'angle interne, les ailes postérieures sont ornées d'une barre blanche pour Podotricha telesiphe telesiphe, jaune pour Podotricha telesiphe tithraustes.
Le revers, marron plus clair présente la même ornementation.
Le mâle et la femelle sont identiques.

## Biologie

### Plantes hôtes
Les plantes hôtes de sa chenille sont deux Passiflora.

## Écologie et distribution
Podotricha telesiphe est présent en Colombie, Équateur, en Bolivie et au Pérou,.

### Biotope
Podotricha telesiphe réside dans la forêt humide des Andes entre les altitudes de 1 500 m et 2 600 m,.

## Protection
Pas de statut de protection particulier.